# Metalectra cryptogramma
Metalectra cryptogramma là một loài bướm đêm trong họ Erebidae.